# Sullivan (cràter de Venus)
|  | No s'ha de confondre amb Sullivan (cràter de Mercuri). |

Sullivan és un cràter d'impacte en el planeta Venus de 32 km de diàmetre. Porta el nom d'Anne Sullivan (1866-1936), professora estatunidenca, i el seu nom va ser aprovat per la Unió Astronòmica Internacional el 1994.